# Шушпаново (Рязанская область)
Шушпаново — деревня в Рыбновском районе Рязанской области. Входит в Чурилковское сельское поселение.

## География
Находится в западной части Рязанской области на расстоянии приблизительно 12 км на север по прямой от железнодорожного вокзала в городе Рыбное.

## История
На карте 1850 года показана как поселение с 2 дворами. В 1859 году здесь (тогда деревня Зарайского уезда Рязанской губернии) было учтено 11 дворов, в 1897 — 28.

## Население
Численность населения: 84 человека (1859 год), 208 (1897), 6 в 2002 году (русские 100 %), 2 в 2010.